# قرار مجلس الأمن التابع للأمم المتحدة رقم 316
قرار مجلس الأمن التابع للأمم المتحدة رقم 316، الصادر في 26 يونيو 1972، بعد إعادة تأكيد القرارات السابقة بشأن الموضوع، وأدان المجلس أعمال العنف الإسرائيلية المؤسفة ودعا إسرائيل إلى الالتزام بالقرارات السابقة والكف عن المزيد من انتهاك سيادة لبنان ووحدة أراضيه. وواصل القرار الإعراب عن الرغبة في الإفراج عن جميع الأفراد العسكريين اللبنانيين والسوريين الذين اختطفتهم إسرائيل في أقرب وقت ممكن، وأعلن أنه إذا لم تتخذ الخطوات المذكورة أعلاه، فإن المجلس سيجتمع مرة أخرى للنظر في اتخاذ مزيد من الإجراءات.
تم تمرير القرار بأغلبية 13 صوتاً. امتنعت بنما والولايات المتحدة عن التصويت. جاء القرار في سياق المقاومة الفلسطينية في جنوب لبنان.